# Lacaille 8760

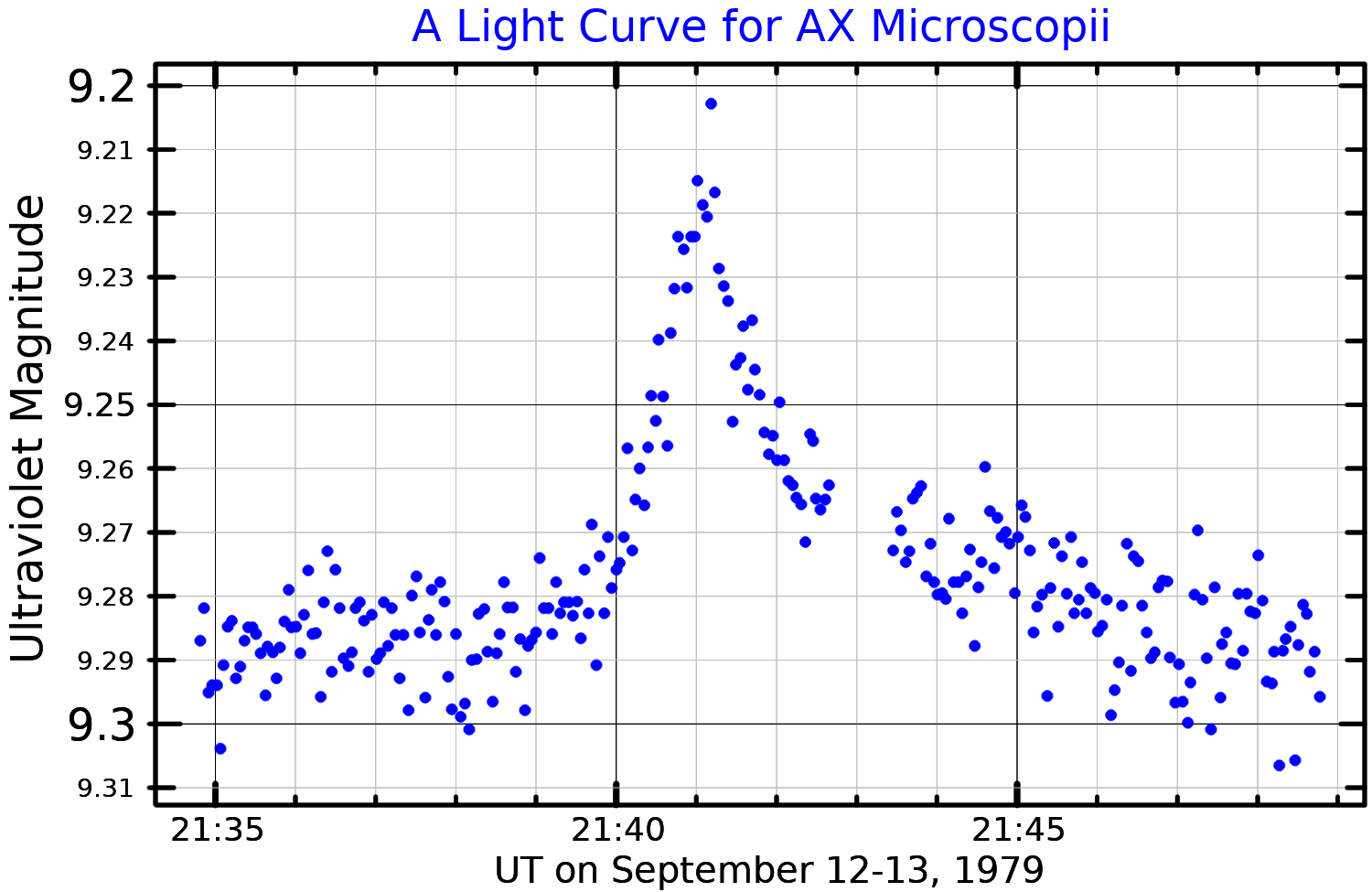
Uma representação gráfica da curva de luz na banda ultravioleta relativa a uma fulguração em AX Microscopii, extraída e adaptada do estudo de Byrne (1981)

Lacaille 8760 (AX Microscopii) é uma estrela anã vermelha localizada na constelação Microscopium, o microscópio. Embora seja ligeiramente muito fraca para ser vista sem um telescópio, é uma das estrelas mais próximas do Sol em cerca de 12,9 anos-luz de distância. Ela foi originalmente listada em um catálogo de 1763 que foi publicado postumamente pelo astrônomo francês Nicolas-Louis de Lacaille. Ele observou que no céu do sul durante o trabalho em um observatório situado no Cabo da Boa Esperança.

## Propriedades
No passado Lacaille 8760 foi classificada em qualquer lugar da classe espectral K7 até M2. Em 1979, o astrônomo irlandês Patrick Byrne descobriu que ela é uma estrela de brilho variável, e foi dada a designação de estrela variável de AX Microscopii. Como uma estrela de brilho variável é relativamente tranquila, apenas uma erupção, em média, menos de uma vez por dia.
Lacaille 8760 orbita ao redor da galáxia com uma relativamente alta elipticidade de 0,23. A sua abordagem mais próximo do Sol ocorreu aproximadamente a 20.000 anos atrás, quando ela veio dentro de 12 anos-luz (3,7 pc). Devido a sua baixa massa (60% da massa solar), ela tem uma vida estimada de cerca de 7,5 × 1010 anos, sete vezes mais do que o Sol.
Apesar dos esforços dos astrônomos a partir de 2011, porém, nenhum planeta foi detectado orbitando em torno desta estrela.
Embora Lacaille 8760 seja a anã vermelha visível mais brilhante no céu noturno, ainda em média é muito fraca para ser vista a olho nu. É também uma das maiores e mais brilhantes anãs vermelhas conhecidas, com cerca de 60% da massa do Sol, sua luminosidade é equivalente a 6% do brilho solar e seu raio é provável que seja igual a 51% do raio solar.